# Villa Leopolda
Villa Leopolda é uma mansão situada na comuna francesa de Villefranche-sur-Mer, na Costa Azul (Riviera Francesa). A residência já foi considerada a mais cara do mundo.

## História
Villa Leopolda é uma mansão com 11 suítes e 14 banheiros construída em estilo belle époque, no meio de uma propriedade de 80000 m². É rodeada de um jardim com mais de 80 mil oliveiras - diz-se que diariamente 50 jardineiros trabalham para manter os jardins da propriedade limpos. 
Entre seus proprietários famosos estiveram o rei belga Leopoldo II e Gianni Agnelli, dono da Fiat. Durante a Primeira Guerra Mundial, a mansão serviu de hospital militar. Na década de 1960, a família Agnelli transformou o local em palco de grandes festas de socialites internacionais, que contaram com a presença de Ronald Reagan e Frank Sinatra, entre outras personalidades. 
A socialite e bilionária brasileira Lily Safra, viúva do banqueiro libanês naturalizado brasileiro Edmond Safra, comprou a mansão nos anos 1980 e em 2009 a mansão quase foi vendida para o empresário russo Mikhail Prokhorov por um preço de aproximadamente 500 milhões de euros (cerca de 750 milhões de dólares ). Contudo, o magnata acabou desistindo do negócio e, por decisão da Justiça de Nice (França), não teve direito a reaver os 55 milhões de dólares que havia pago como entrada à proprietária. Logo depois o valor da mansão foi reavaliado para 102 milhões de dólares, fazendo com que ela ficasse em 4º lugar no ranking.

## Curiosidades
- Em 2009 era considerada a 4ª casa mais cara do mundo, atrás da britânica Updown Court, que valia US$ 117 milhões (3º lugar), e das americanas Fleur de Lys, cotada em US$ 125 milhões e Spelling Manor, cujo valor é US$ 150 milhões (1º lugar);
- Em março de 2022, Villa Leopolda voltou a estar classificada em 3º lugar, atrás do Palácio de Buckingham, Inglaterra, e de Antilia, Índia; [2] [3]

## Ex-residentes
- Leopoldo II da Bélgica
- Gianni Agnelli
- Edmond e Lily Safra